# Ланди (департамент)
Ла́нди (фр. Landes) — департамент на південному заході Франції, один з департаментів регіону Нова Аквітанія. Розташований на рівнині Ланди (звідси і назва). Порядковий номер 40.
Адміністративний центр — місто Мон-де-Марсан. Населення 327,3 тис. осіб (1999, 68-е місце серед департаментів; 251 тис. в 1952).

## Історія
Ланди — один з перших 83 департаментів, утворених під час Великої французької революції в березні 1790 р. Виник на території колишніх провінцій Гієнь і Гасконь.

## Географія
Площа території 9 243 км² (за іншими даними — 9 364) — за цим показником Ланди займають друге місце серед континентальних департаментів країни. У Ландах розташований один з найбільших у Франції лісових масивів - Ліс Ландів, що займає близько 67 % території департаменту. Департамент включає 2 округи, 30 кантонів і 331 комуну.

## Економіка
Ланди відомі своїм лісових господарством. Соснові ліси, в яких є деревина та смоли, були насаджені на початку XIX ст., в цілях запобігання ерозії піщаного ґрунту. В сільському господарстві розвинене вівчарство.